# Bojthor Endre
Bojthor Endre (Bojtor Endre) (1812 körül – Nagybánya, 1877. december 26.) hivatalnok
1832/36-ban az országgyűlési ifjak egyike. Megyei tisztviselőként is tevékenykedett, a kiegyezés után pedig több éven át országgyűlési irodaigazgató volt.

## Az országgyűlési ifjú
Amikor 1836-ban Lovassy Lászlót negyedmagával elfogták és felségsértési pert indítottak ellenük, a Lovassy által alapított társalkodási egyesület tagjai közül még további öt ellen volt név szerinti elfogatóparancs, köztük Bojthor Endre ellen is.  Bojthort azonban, akárcsak a másik négyet (Pázmándy Dénes, Pulszky Ferenc, Szemere Bertalan és Vukovics Sebő), azonban nem találták otthon, később pedig megmentette a főispáni közbenjárás. A nádor szintén úgy tartotta, hogy az ő vád alá helyezésük nem lenne helyes, ugyanis „ezeket nem annyira gonosz szándék, mint inkább erejöknek és hivatásuknak az esztelenséggel határos túlbecsülése vezette félre.” A tagok elleni vád maga az egyesületi tagság volt, és hogy három lengyel emigránst rejtegettek maguknál.
A perben Bojthor Endre is vallomást tett. Tagadta az elfogott ifjak elleni vádakat, és előnyösen, rokonszenvesen jellemezte őket.

## 1848-tól haláláig
Zazula Etellel 1873. évi szeptember 16-án esküdött meg a felsőbányai római katolikus plébánián. Gyermekük nem született.
„Az 1848 évi országgyűlés alatt, annak elejétől fogva mint könyv és okirattárnok, 1861-ben mint irattárnok, 1865. évi deczember 2-tól kezdve, mint ideiglenesen, 1869. évi május 28-ika óta pedig mint végleg kinevezett irodaigazgató 1875. évi május 12-én történt nyugdíjaztatásáig minden országgyűléseken folytonosan és állandóan a képviselőháznak szolgálatában volt.” – rögzítette 1878. május 6-án a Képviselőházi irományok
abból az alkalomból, hogy özvegye nyugdíjért folyamodott.
Bojthor rendszeresített fizetése a lakbéren kívül 1800 forint volt. Teljes fizetéssel ment nyugdíjba, mivel  1848-ik évtől kezdve, valahányszor az országgyűlés összehivatott, a képviselőháznál mindannyiszor alkalmazásban volt, és mivel az egészségi állapotában beállott kedvezőtlen változást önfeláldozással párosult szolgálati készsége nem csekély mérvben idézte elő, és  mivel különben is hanyatló korban volt. Az özvegyének hogy „teljes vagyontalansága mellett a véginségtől megóvassék” 420 forint nyugdíjat engedélyeztek.

## Nyomtatásban megjelent munkái
- Az 1869. évi ápr. 20-ra összehivott országgyűlés képviselőháza, tagjainak név- és lakjegyzéke. Pest, 1869. Hoffmann és Molnár (Eggenberger-féle könyvkereskedés) kiadásában[1]

„az eddigieknél sokkal czélszerűbb összeállításban jelent meg...minden egyes képviselőnek följegyezve pártállása, választói összes száma, a rá és az ellenjelöltekre esett szavazatok s a nem Szavazók száma”
- Az 1872-ik eszt. szeptember hó 1-ső napjára összehivott országgyűlés képviselőháza tagjainak betűsoros név- és lakjegyzéke. Uo. 1873.[1]

## Utóélete
Kulin Ferenc „Kölcsey” című vitadrámájában Pulszkyval és Szemerével együtt egy Bojtor Andrást (sic!) szerepeltet az országgyűlési ifjak között. Ő az a drámában, aki a Társalkodó egyesület alapítását előkészítve annak elveit írásba foglalja és Kölcseynek felolvassa. A drámának ez a szereplője később az elé a választás elé kerül, hogy vagy kilép az egyesületből és elfogadja az államtanácsosi  ajánlatot, hogy néhány hónapos joggyakorlatra a hivatalába lép; vagy társai közt marad, de összejöveteleikről őneki minden héten jelentést tesz; vagy haladéktalanul távozik Pozsonyból.